# Synema longipes
Synema longipes là một loài nhện trong họ Thomisidae.
Loài này thuộc chi Synema. Synema longipes được Maria Dahl miêu tả năm 1907.